# Анти-Эдип
«Анти-Эдип» (фр. L’Anti-Œdipe) (1972) — книга французских авторов, философа Жиля Делёза и психоаналитика Феликса Гваттари. Это первый том двухтомника «Капитализм и шизофрения» (второй том называется «Тысяча плато», вышел в 1980 году). В книге даётся анализ человеческой психологии, экономики, жизни общества и истории и показывается, как «примитивные», «деспотические» и капиталистические режимы отличаются в организации ими «производства», «рекрутирования» и «потребления». Книга описывает, как капитализм направляет все желания через монетарную экономику аксиоматического характера — форму организации, являющуюся скорее ментальной, чем материальной.

## Основные понятия

### Капиталистическая семья как репрессивный агент
Мишель Фуко в своем знаменитом предисловии к этой книге отметил, что первейшей целью этой работы является борьба против современного фашизма.

И не только против исторического фашизма, фашизма Гитлера и Муссолини (…) но и против фашизма во всех нас, в наших головах и в нашем каждодневном поведении, фашизма, который заставляет нас любить власть, жаждать той самой вещи, которая подавляет и эксплуатирует нас.

Книга рисует следующую картину. В семье дети развиваются в извращённой среде, где они учатся любить того человека, который бьёт и подавляет их. Поэтому семья составляет первую ячейку фашистского общества, так как дети перенесут эту любовь на подавляющие фигуры в своей взрослой жизни. Книга Делёза и Гваттари, в своем анализе динамики внутрисемейных отношений, ставит задачей «отследить все вариации фашизма, от исполинских, окружающих и раздавливающих нас, до мелких, осуществляющих свой крошечный вклад в горькую тиранию нашей повседневной жизни».

### Машины желания и общественное производство
Мишель Фуко пишет в предисловии: «„Анти-Эдип“ является введением в жизнь без фашизма». Если капиталистическое общество приучает нас верить, что желание равнозначно нужде, потребности, и что единственным способом удовлетворения наших желаний есть потребление, то «Анти-Эдип» стоит на иных принципах: желание не происходит от нужды, как в фрейдистском понимании. Наоборот, желание является производительной силой экономики. «Это не театр — это фабрика». Нахождение оппозиции к понятию нужды — это один из главных пунктов критики Делёзом и Гваттари как Фрейда, так и марксизма. Желание является реальной продуктивной силой; в то время как психоанализ сводит желание к воображению и фантазиям.
Как и их современник Р. Лэйнг, и как Вильгельм Райх до них, Делёз и Гваттари объединяют психологическое подавление личности с общественным подавлением. В такой оптике Делёз и Гваттари описывают производительный характер желания как подобие «машины желания», которая функционирует наподобие выключателя в большой «схеме» разнообразных других машин, к которым она подсоединена. И «машина желания» в то же время производит поток желания изнутри себя. Делёз и Гваттари описывают подобие многофункциональной вселенной, составленной из таких машин, соединённых между собой: «Не существует машин желания вне социальных машин, которые они формируют на более высоком уровне; и не существует социальных машин без машин желания, населяющих их на нижнем уровне». Таким образом, они оппонируют предложенной Фрейдом концепции сублимации, которая с необходимостью вела к противоречию между машинами желания и общественным производством, поставившему в тупик Лэйнга и Райха. Таким образом их книга является одновременно и критикой психоанализа Фрейда и Лакана, и критикой фрейдо-марксизма. «Бесчеловечной молекулярной сексуальности» они противопоставляют «коренную» двойственную сексуальность: «Любовь — это не просто когда двое становятся одним или двумя, но когда они становятся сотнями тысяч». Концепция сексуальности Делёза—Гваттари не сводится только к объединению «мужских» и «женских» половых ролей, но к различным потокам, создаваемым тысячами «машин желания» в своей схематической вселенной.
Критика фрейдовского Эдипова комплекса начинается с рассмотрения девиза этой модели о семейном треугольнике как основе общества. Критикуя «семейственность» (familialism) фрейдизма, Делёз и Гваттари пытаются показать, что эдиповская модель семьи является таким типом организации, который с необходимостью колонизирует своих членов, подавляет их желания и снабжает их комплексами, если он функционирует как организующий принцип общества. Вместо восприятия семьи как области, являющейся элементом более крупной области «общества», и признания превосходства семейного треугольника, Делёз и Гваттари считают, что семья должна быть «открытой» в сторону общественной области, как в концепции «открытого» Бергсона, и что в основании псевдо-оппозиции между семьей (состоящей из личностных субъектов) и общественной жизнью лежит отношение между пред-индивидуальным желанием и общественным производством. Более того, они показывают, что шизофрения представляет собой крайнее умственное состояние, присущее капиталистической системе как таковой, и что капитализм сознательно последовательно навязывает невротические состояния как средство поддержания нормальности. Нужно заметить, однако, что авторы противопоставляют немедицинское понимание «шизофрении», как детерриториализации, медицинскому диагнозу «шизофрения» (то есть они не пытаются романтизировать психические расстройства; наоборот, они показывают, как это делает Фуко, что «психические расстройства» всегда являются производным от чего-то иного).

### Три синтеза
Заменив фрейдовское бессознательное имманентным производством желания Делёз и Гваттари предлагают три базовых синтеза опыта, опираясь на концептуальную разработку оных в работах Делёза «Различие и повторение» и «Логика смысла»: коннективный, дизъюнктивный и конъюнктивный. Все три синтеза суть модусы производства, происходящие в двух первичных регистрах производства (естественном и социальном). Синтезы суть процессы, объединяющие другие процессы или перспективы вещей, которые сами по себе являются перспективами. Они являются производствами, «сырье» для которых — другие производства и «продукты» — само выступает в качестве материалов в дальнейшем процессе производства. Продукт производства синтезов — реальность, а точнее, в ходе синтезов желание производит субъективность и субъекта. «Так что все является производством: производствами производств, действий и страстей [коннективный синтез]; производствами регистрации, распределений и ограничений [дизъюнктивный синтез]; производствами потреблений, наслаждений, тревог и страданий [конъюнктивный синтез]».
Первый синтез — коннективный — физиологичен, представляет собой соединение между «частичными объектами» и частями мира. Частичные объекты-машины производят потоки (материи, информации, энергии) и машины, производящие срез, выборку этих потоков; «желание постоянно осуществляет стыковку непрерывных потоков и частичных объектов, по существу своему фрагментарных и фрагментированных». Логика первого синтеза, таким образом, оказывается линейной.
Второй синтез — дизъюнктивный синтез регистрации, принимает грамматическую форму «или… или…»: иными словами в этом типе синтеза продукты коннективного — потоки и элементы не дифференцируются, он не расщепляет и соединяет элементы; существуют все возможные элементы и альтернативы, положительное отношение между множеством совершенно несовместимых альтернатив, утверждая их вместе и определяет себя в терминах дистанций, которые отделяют одну альтернативу от другой[4]. Должен существовать некий медиум, в котором все множество альтернатив могло бы сосуществовать. Таким образом, тело без органов есть записывающая поверхность этого синтеза: всякий поток проходит через него, и всякий срез записывается на нем.
Третий синтез конъюнкции вводится как средство снятия напряжения между желающими машинами и ТбО — напряжения, которое возникает вследствие преобразования энергии производства в энергию регистрации, оставляя остаточную энергию потребления, которая и «оживляет третий синтез бессознательного», или производство потребления. Производится субъект, по сути своей избыточный, принимающий форму «интенсивных, абсолютно позитивных элементов, которые всегда выражают не конечное равновесие системы, а безграничное число стационарных метастабильных состояний, через которые проходит субъект». Этот субъект никогда не находит себе фиксированного места, так как он имманентен желанию, которое циркулирует внутри дизъюнктивного синтеза, который в свою очередь, получает свои интенсивности от работы коннективного синтеза. Так, желающее производство производит своего субъекта, субъекта, который не сможет ступить вне производства, у которого «нет постоянной идентичности, он всегда децентрирован, будучи выведенным из состояний, через которые он проходит».

### Тело без органов
В книге «Анти-Эдип» Делёз и Гваттари начинают разрабатывать свою концепцию «ТБО» — «тела без органов», как они обозначили изменяющийся общественный массив желаний. Поскольку желание может принимать столько форм, сколько существует воплощающих его индивидов, то желание ищет новые каналы и различные комбинации для своей реализации, формируя новое «ТБО» для каждого отдельного случая. Желание не ограничено привязанностями субъекта.
В своей последующей работе «Тысяча плато» (1980) Делёз и Гваттари в конечном итоге различают три типа «ТБО»: раковое, пустое и полное. Пустое ТБО примерно соответствует ТБО «Анти-Эдипа». Это ТБО описывается как «неподвижное (кататоническое)», поскольку оно полностью лишено органов; все потоки проходят через него свободно, без остановок и без смены направлений. Хотя на него может быть спроецирована любая форма желания, пустое ТБО само по себе является непроизводительным. Полное ТБО — это здоровое ТБО; оно производительно, и не окаменелое в своей организации. Раковое ТБО замкнуто в шаблоне бесконечного воспроизводства своего собственного шаблона.

### Территориализация/Детерриториализация
Хотя (как большинство терминов Делёза и Гваттари) термин «детерриториализация» обладает намеренной вариативностью в их трудах, можно примерно описать его как отход от жёстко насаждаемого иерархического систематизированного контекста, нацеленного на упаковку вещей (понятий, объектов и т. д.) по дискретным, распределённым по категориям блокам с единичными запрограммированными значениями или тождественностями, к ризомовской зоне множественности и неустойчивой идентичности, где значения и операции протекают между объектами речи свободно, результатом чего является динамичный, постоянно меняющийся набор взаимосвязанных объектов с размытыми индивидуальными границами.
Эта концепция подразумевает существование среды, не просто двоичной — а нечто вроде «коллажа» («assemblage», гибкий термин, отсылающий к неоднородной структуре любой сложной системы, индивидуальной, общественной и иной), которому присуще одновременное движение как территориализации (поддержания, сохранения), так и детерриториализации (рассеяния).
В главе «Как сделать себя телом без органов» книги «Тысяча плато» авторами указываются разные смыслы понятия «детерриториализация», включая состояния, вызванные психоактивными веществами, такими как пейот. Как показывает практика, действие таких веществ может включать «развинчивание» (относительную детерриториализацию) мировоззрения потребителя (то есть его/её убеждений, моделей восприятия мира и т. д.), что впоследствии ведёт к ретерриториализации (переупорядочиванию, «ремаппингу», перекройке карты мира, убеждений, моделей и другого), которая необязательно совпадает с прежней территорией.
Понятие детерриториализации тесно связано с такими концепциями Делёза — Гваттари, как «линия полёта» (line of flight), «дестратификация»
(destratification, «разрушение наслоений») и «тело без органов» (термин, заимствованный у Арто), и иногда определяется таким образом, чтобы быть частично взаимозаменяемым этими терминами (особенно чётко это проявляется во второй части «Капитализма и шизофрении» — «Тысяча плато»).
Авторы утверждают, что за относительной детерриториализацией часто следует радикальная ретерриториализация, в то время как абсолютная детерриториализация является просто детерриториализацией без какой-либо ретерриториализации.

## Обвиненияпсихоанализавфашизме
Делёз и Гваттари рассматривают случаи Жерара Менделя (Gérard Mendel), Белы Грюнберже (Bela Grunberger) и Жанин Шассеге-Смиргель (Janine Chasseguet-Smirgel), видных деятелей авторитетных международных организаций (таких как Международная психоаналитическая ассоциация (IPa), и показывают, как легко психоанализ вписывается в систему полицейского государства:

В случае с теми, кто отказывается быть «эдипизированным» в той или иной форме, с той или иной целью, наготове психоаналитик, который может пригласить на помощь санитаров психбольницы или полицейских. Возглас: «Полиция на нашей стороне!» — никогда ранее психоанализ более явно не выражал своего вкуса к поддержке курса общественного подавления, и к участию в нём с большим энтузиазмом. (…) Отметим представителей ведущих ролей в наиболее авторитетных организациях: посмотрите на доктора Менделя, на доктора Стефана, на состояние бешенства, в котором они находятся, на их буквально полицейские воззвания при мысли, что кто-то может попытаться избегнуть эдиповского невода. «Эдиповская» теория — это одна из тех вещей, которая становится всё более опасной по мере того, как всё меньше людей верят в неё; тогда появляются полицейские, чтобы заменить архиереев.

Доктор Бела Грюнберже (Bela Grunberger) и доктор Жанин Шассеге-Смиргель (Janine Chasseguet-Smirgel) были двумя психоаналитиками из Парижского отделения (Paris Psychoanalytic society) Международной психоаналитической ассоциации (IPa). В ноябре 1968 года, скрываясь под псевдонимом Андре Стефан (André Stéphane), они опубликовали книгу «L’univers Contestationnaire», в которой утверждали, что участники парижских волнений мая 1968 года левого толка были тоталитаристами — сталинистами, и подвергли их психоанализу, в результате определив, что те были движимы «убогой инфантильностью, внушившей им осуществить Эдиповское восстание против Отца».
Лакан высказался о книге «Андре Стефана» с большим презрением. Хотя Грюнберже и Шассеге-Смиргель и скрывались под псевдонимом, Лакан отметил, что ни один из авторов книги наверняка не принадлежал к его школе, поскольку никто не опустился бы до подобной низкой чепухи. Аналитики Международной психоаналитической ассоциации (IPa) ответили обвинением школы Лакана в «интеллектуальном терроризме».